# Суходол (Пеновский район)
Суходол — деревня в Пеновском районе Тверской области.

## География
Находится в западной части Тверской области на расстоянии приблизительно 25 км на юг по прямой от районного центра поселка Пено.

## История
Деревня была показана на карте 1825 года. В 1859 году здесь было учтено 12 дворов, в 1939 — 38. До 2020 года входила в Охватское сельское поселение Пеновского района до их упразднения.

## Население
Численность населения: 90 человек (1859 год), 2 (русские 100 %) в 2002 году, 1 в 2010.